# Hypena taenialoides
Hypena taenialoides là một loài bướm đêm trong họ Erebidae.